# Charsville
Charsville är en klan i Liberia.   Den ligger i regionen Margibi County, i den centrala delen av landet, 50 km öster om huvudstaden Monrovia.